# Maaike Head
Maaike Christiane Head (Ámsterdam, 11 de septiembre de 1983) es una deportista neerlandesa que compitió en remo.
Participó en dos Juegos Olímpicos de Verano, obteniendo una medalla de oro en Río de Janeiro 2016, en la prueba de doble scull ligero, y el octavo lugar en Londres 2012, en la misma prueba.
Ganó dos medallas de oro en el Campeonato Mundial de Remo, en los años 2013 y 2014, y una medalla de oro en el Campeonato Europeo de Remo de 2016.

## Palmarés internacional
| Juegos Olímpicos   | Juegos Olímpicos         | Juegos Olímpicos | Juegos Olímpicos    |
| Año                | Lugar                    | Medalla          | Prueba              |
| ------------------ | ------------------------ | ---------------- | ------------------- |
| 2016               | Río de Janeiro (Brasil)  | Medalla de oro   | Doble scull ligero  |
| Campeonato Mundial |                          |                  |                     |
| Año                | Lugar                    | Medalla          | Prueba              |
| 2013               | Chungju (Corea del Sur)  | Medalla de oro   | Cuatro scull ligero |
| 2014               | Ámsterdam (Países Bajos) | Medalla de oro   | Cuatro scull ligero |
| Campeonato Europeo |                          |                  |                     |
| Año                | Lugar                    | Medalla          | Prueba              |
| 2016               | Brandeburgo (Alemania)   | Medalla de oro   | Doble scull ligero  |